# Castel San Vincenzo
Castel San Vincenzo est une commune de la province d'Isernia, dans la région Molise, en Italie.

## Culture
- Abbaye de San Vincenzo al Volturno.

## Administration
| Période                                  | Période  | Identité          | Étiquette    | Qualité |
| ---------------------------------------- | -------- | ----------------- | ------------ | ------- |
| 14 juin 2004                             | En cours | Domenico Di Cicco | Lista Civica |         |
| Les données manquantes sont à compléter. |          |                   |              |         |

### Hameaux
Cartiera.

### Communes limitrophes
Cerro al Volturno, Montenero Val Cocchiara, Pizzone, Rocchetta a Volturno, San Biagio Saracinisco.

### Évolution démographique
Habitants recensés